# 潘亞華
潘亞華（Phua Ah Hua），是一名已退役馬來西亞男子羽球運動員。
潘亞華曾於1974年參加全英羽球錦標賽男子單打項目，他在第二輪以6:15、11:15輸給丹麥選手史溫·普利。1975年，他代表馬來西亞隊參加東南亞運動會羽毛球比賽，獲得男子團體賽銀牌。他也代表馬來西亞參加1976年湯姆斯盃，在對陣衛冕隊印尼時，先以12:15、1:15輸給林水鏡，隨後以5:15、1:15輸給梁海量；最後全隊以0-9輸球而獲得亞軍。